# Sol pulvérulent
Un sol pulvérulent (en allemand « Nichtbindiger Boden », en anglais « noncohesive soil ») est un sol avec une faible proportion de grains fins. Ce type de sol comprend du sable et du gravier de différentes granulométries et mélanges ; les grains restent séparés les uns des autres et ne forment pas de mottes ni ne tiennent ensemble en agrégats de particules. L'allemand a dérivé l'expression « bâti sur du roc » sous la forme « auf Sand gebaut haben », pour dire qu'un sol en sable est mauvais ; il s'agit en fait généralement d'un bon sol constructible, à condition qu'il ne soit pas meuble. Cela est dû, entre autres, au fait que son comportement mécanique ne dépend pas de la teneur en eau, mais aussi au fait que la structure des grains est relativement stable. La compressibilité relativement faible du sable signifie que le tassement reste relativement faible. Le tassement se produit également immédiatement lorsque les charges sont appliquées et est donc en grande partie achevé lorsque le gros œuvre est terminé. Si la densité de stockage est faible ou si le contenu est cohésif ou riche en humus, un tassement peut également se produire ici. Les dommages causés par le gel ne se produisent généralement pas dans les sols non cohérents, car le changement de volume d'eau peut être absorbé par les pores d'air de la structure granulaire. Un sol non cohérent est également appelé sol meuble.
Les sol non cohésif ont  une conductivité ou perméabilité hydraulique relativement élevée et donc ont tendance à transmettre l’eau facilement. Ils présentent une résistance au cisaillement qui n’a qu’une composante de friction.